# Општина Трпиња
Општина Трпиња налази се у саставу Вуковарско-сремској жупанији, у западном Срему, Република Хрватска. Средиште општине је у Трпињи. Општина Трпиња основана је 1992. године издвајањем из општине Вуковар. Насељена је већински српским становништвом. Према подацима са последњег пописа 2021. године у општини је живело 4.167 становника.

## Географија
Смештена је на важном географском месту, уз пут који спаја Осијек са Вуковаром и даље са Илоком и Србијом.

## Насељена места
Општину чине насеља:
- Бобота (1491)
- Бршадин (1341)
- Вера (453)
- Лудвинци (109)
- Пачетин (541)
- Трпиња (1516)
- Ћелије (121)

## Становништво
На попису становништва 2011. године, општина Трпиња је имала 5.572 становника, а на попису 2021. године тај број се смањио на 4167 становника. У шест насеља Срби чине већину, а Хрвати у једном (Ћелије).
| Попис 2011.‍       | Попис 2011.‍       | Попис 2011.‍ | Попис 2011.‍ | Попис 2011.‍ |
| ----------------- | ----------------- | ----------- | ----------- | ----------- |
|                   |                   |             |             |             |
| Срби              | Срби              |             | 5.001       | 89,75%      |
| Хрвати            | Хрвати            |             | 409         | 7,34%       |
| Остали            | Остали            |             | 105         | 1,89%       |
| Нису се изјаснили | Нису се изјаснили |             | 57          | 1,02%       |
| укупно: 5.572     |                   |             |             |             |

| Попис 2021.‍   | Попис 2021.‍ | Попис 2021.‍ | Попис 2021.‍ | Попис 2021.‍ |
| ------------- | ----------- | ----------- | ----------- | ----------- |
|               |             |             |             |             |
| Срби          | Срби        |             | 3.659       | 87,81%      |
| Хрвати        | Хрвати      |             | 314         | 7,54%       |
| Остали        | Остали      |             | 194         | 4,65%       |
| укупно: 4.167 |             |             |             |             |